# Titus Pomponius Mamilianus Rufus Antistianus Funisulanus Vettonianus
Titus Pomponius Mamilianus Rufus Antistianus Funisulanus Vettonianus (vollständige Namensform Titus Pomponius Titi filius Galeria Mamilianus Rufus Antistianus Funisulanus Vettonianus) war ein im 1. und 2. Jahrhundert n. Chr. lebender römischer Politiker. In den Militärdiplomen wird sein Name als Titus Pomponius Mamilianus angegeben.
Durch Militärdiplome, die auf den 8. Mai und den 12. Juni 100 datiert sind, ist belegt, dass Mamilianus im Jahr 100 zusammen mit Lucius Herennius Saturninus Suffektkonsul war; die beiden Konsuln übten dieses Amt vom 1. Mai bis zum 30. Juni aus. Sie sind in dieser Funktion auch durch die Fasti Ostienses nachgewiesen.
Ein Mamilianus wird von Plinius dem Jüngeren in einem Brief (Epistulae VIIII.25) erwähnt; möglicherweise ist er mit dem Konsul von 100 identisch. Der Konsul von 100 war vermutlich der adoptierte Sohn von Lucius Funisulanus Vettonianus.

## Inschrift
Durch eine Inschrift, die beim Legionslager Deva Victrix in der Provinz Britannia gefunden wurde, ist belegt, dass Titus Pomponius Mamilianus Rufus Antistianus Funisulanus Vettonianus Legatus Augusti war. Dieser Mamilianus war in der Tribus Galeria eingeschrieben. 
Es ist umstritten, ob das Legatus Augusti in der Inschrift einen Legionskommandeur (Legatus legionis) oder den Statthalter der Provinz (Legatus Augusti pro praetore) bezeichnet. Edmund Groag nahm an, dass der Mamilianus der Inschrift mit dem Suffektkonsul von 100 identisch ist. Emil Ritterling identifizierte ihn dagegen mit Titus Pomponius Antistianus Funisulanus Vettonianus, einem Suffektkonsul von 120; laut RIB ist diese Identifikation nicht ausgeschlossen. Stephen James Malone geht davon aus, dass er Legionskommandeur war und identifiziert ihn mit dem Konsul von 100.
Die Inschrift wird bei der Epigraphik-Datenbank Clauss-Slaby auf 91/95 datiert, bei Stephen James Malone in die 90er Jahre. Emil Ritterling datierte die Inschrift auf ungefähr 116.